# Thymus carrionii
Thymus carrionii là một loài thực vật có hoa trong họ Hoa môi. Loài này được F.Sáez & Sánchez Gómez miêu tả khoa học đầu tiên năm 1993.